# 阿尔当
阿尔当是葡萄牙布拉加区的一个堂区。总面积1.91平方公里，总人口918人，人口密度480.6人/平方公里。